# Thalassoalaimus spissus
Thalassoalaimus spissus är en rundmaskart som beskrevs av Allgen 1932. Thalassoalaimus spissus ingår i släktet Thalassoalaimus och familjen Oxystominidae. Inga underarter finns listade i Catalogue of Life.